# Curtea lui Mareș Băjescu
Curtea lui Mareș Băjescu este un ansamblu de monumente istorice aflat pe teritoriul satului Băjești, comuna Bălilești. În Repertoriul Arheologic Național, monumentul apare cu codul 14290.01.

Ansamblul este format din șase monumente:
- Biserica „Adormirea Maicii Domnului” (cod LMI AG-II-m-A-13475.01)
- Ruine casă (cod LMI AG-II-m-A-13475.02)
- Ruine povarnă (cod LMI AG-II-m-A-13475.03)
- Grajd (cod LMI AG-II-m-A-13475.04)
- Zid de incintă cu turnuri (cod LMI AG-II-m-A-13475.05)
- Cimitirul din incinta curții lui Mareș Băjescu (cod LMI AG-IV-m-A-13475.06)

## Galerie

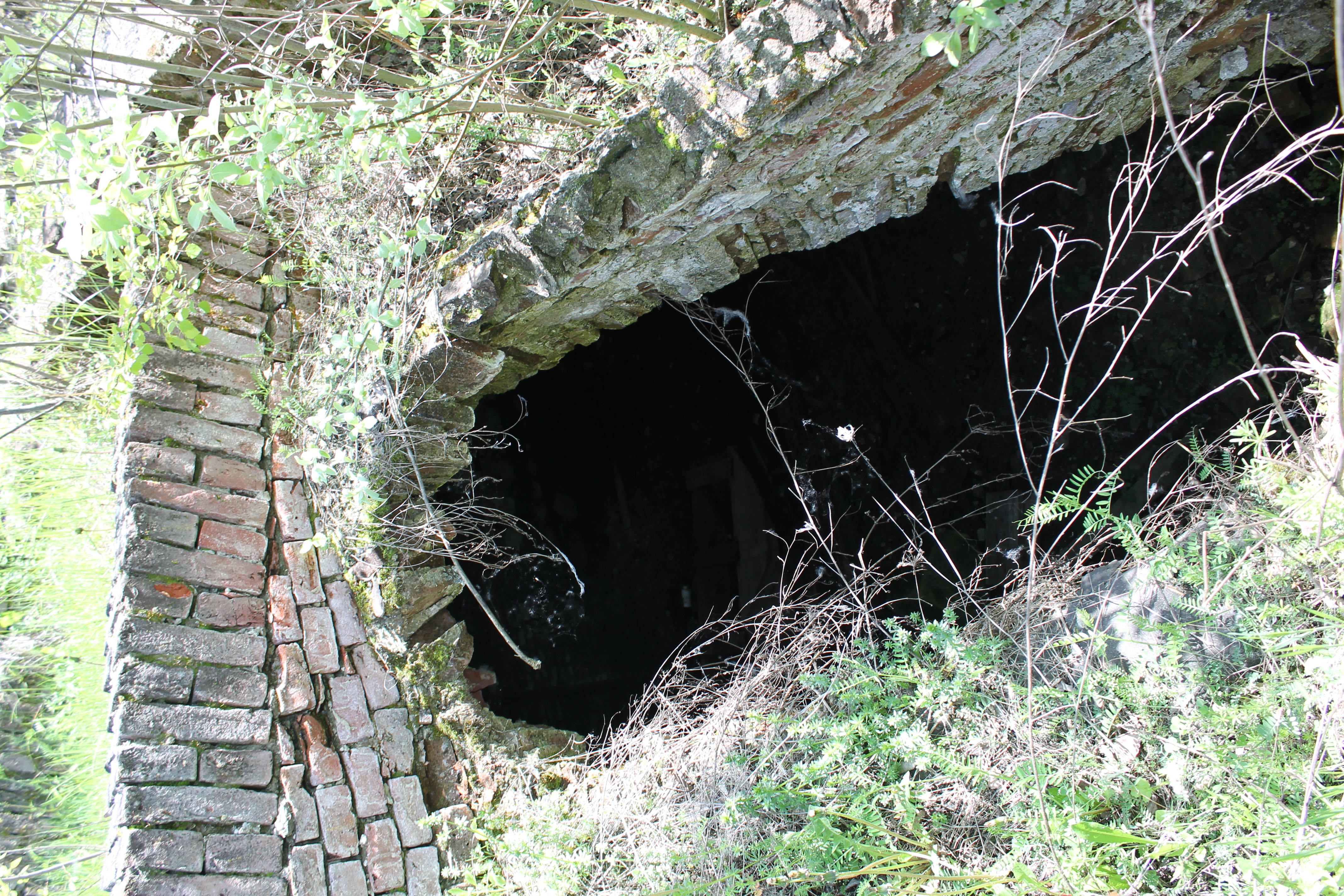
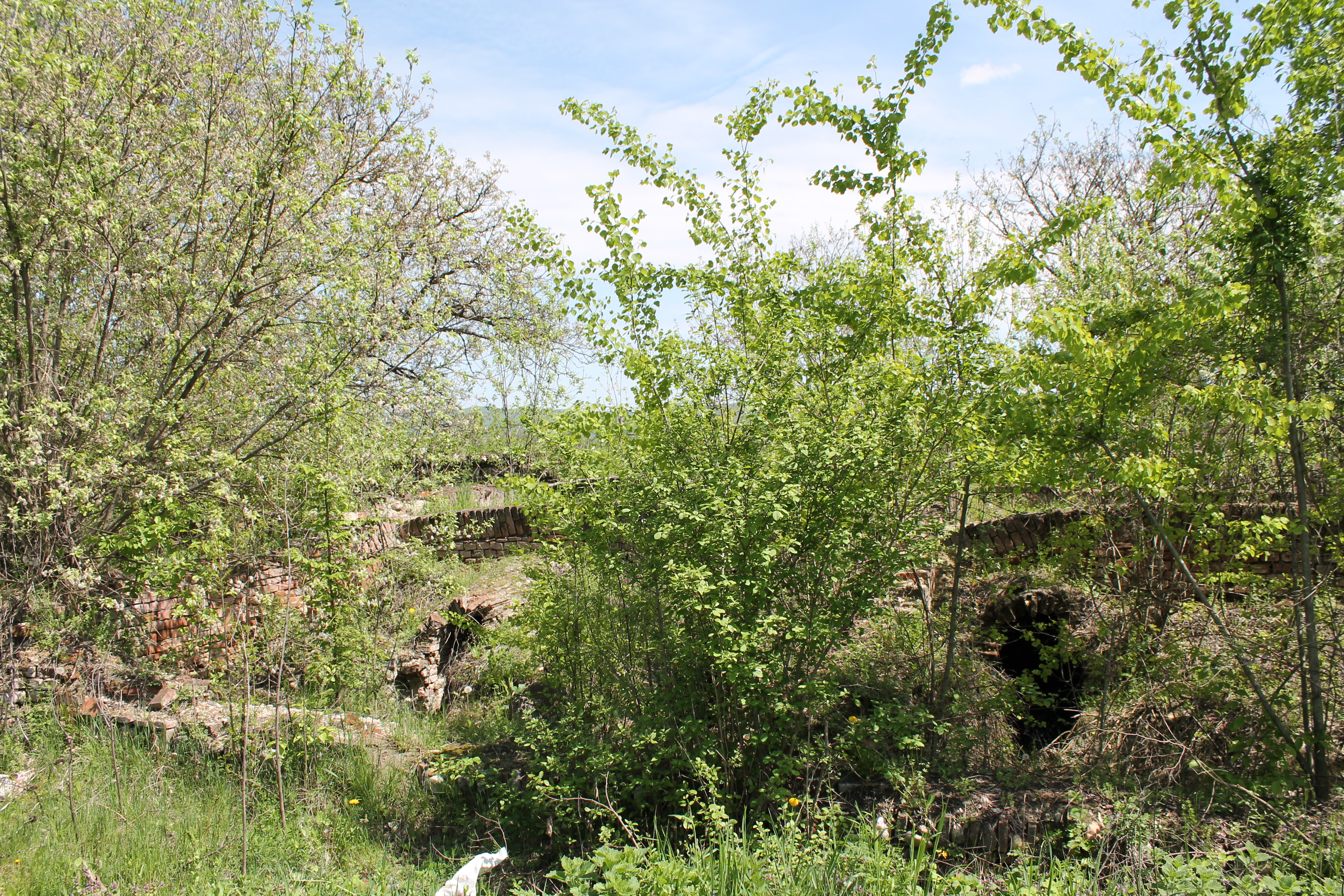
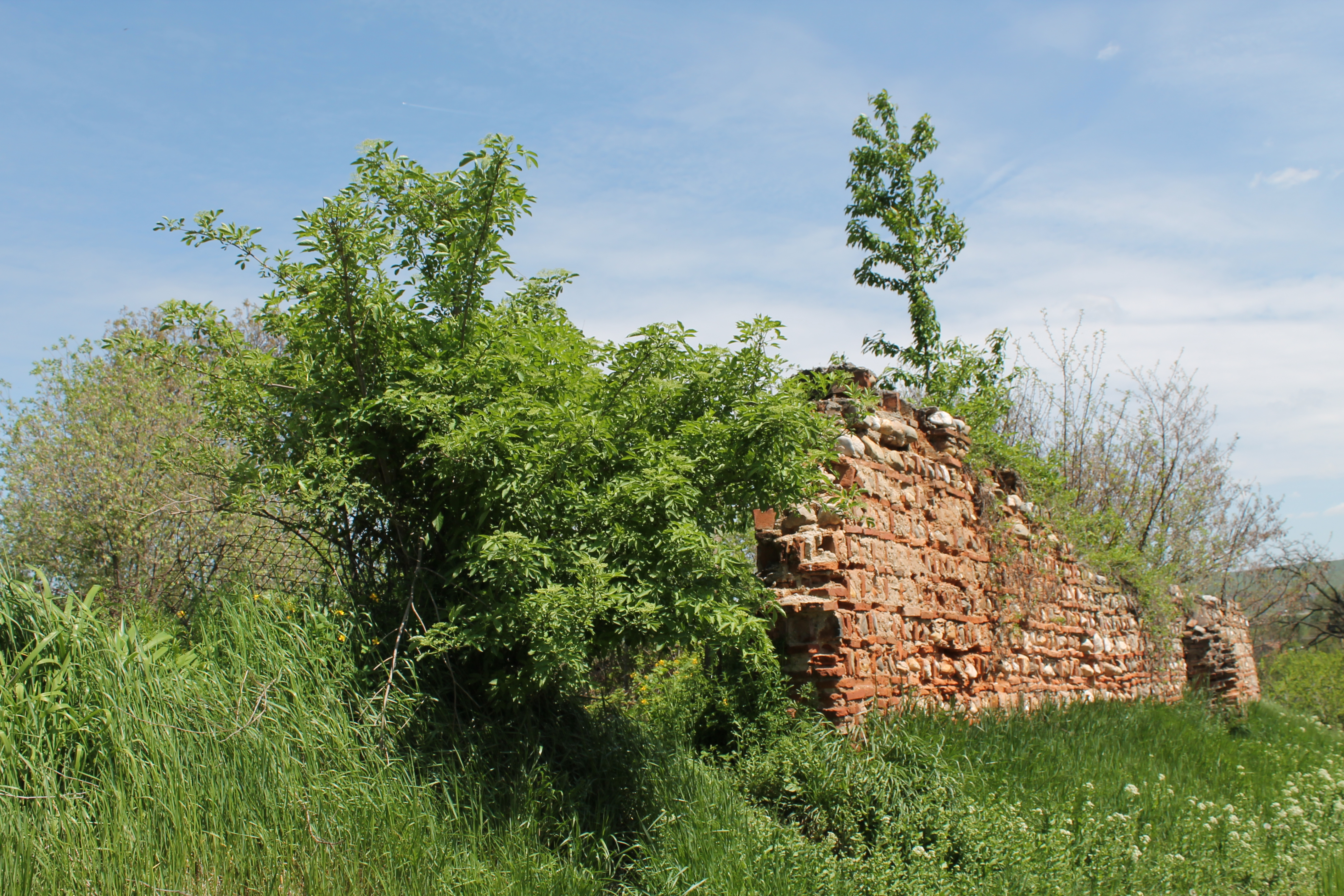
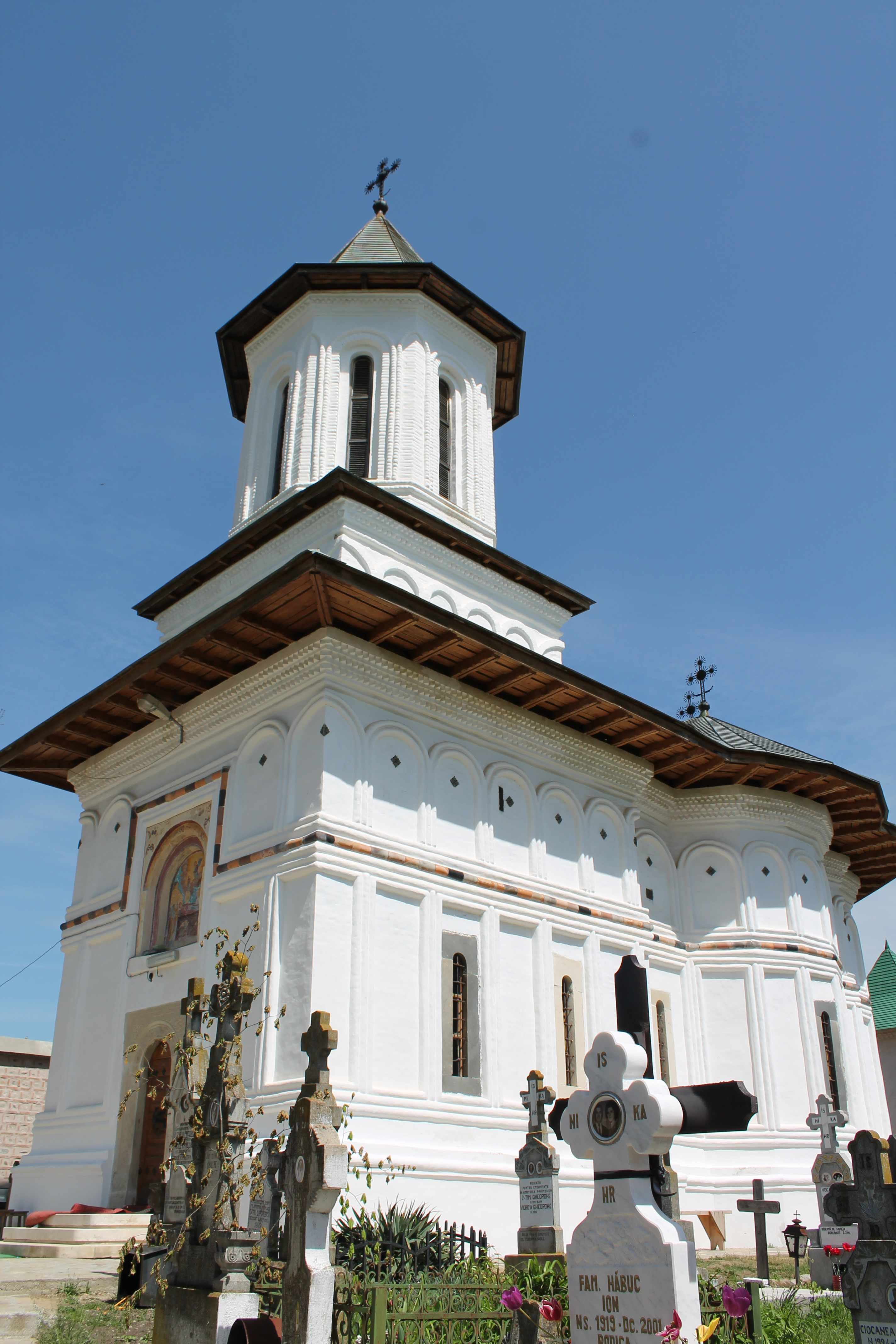
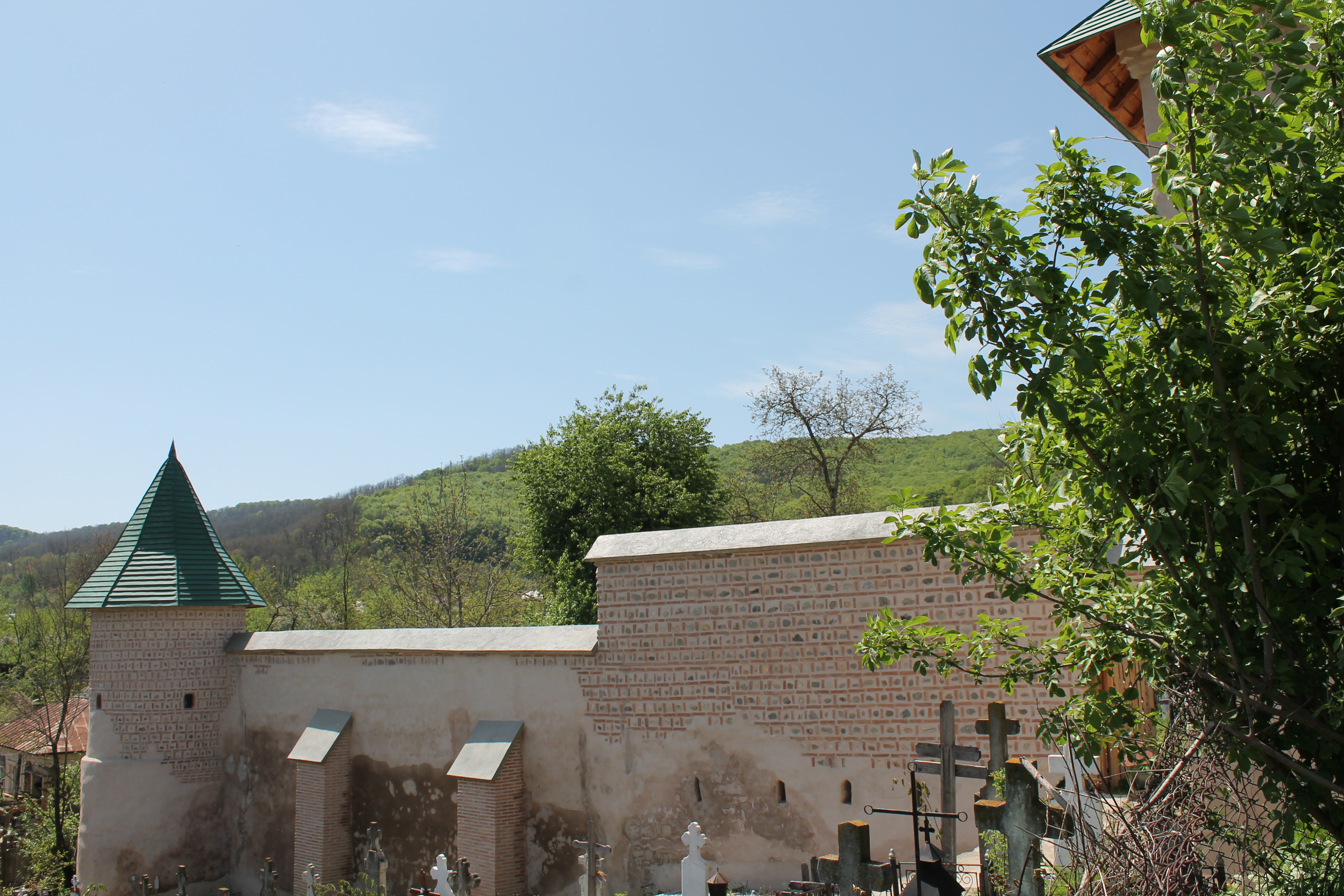